# Dilobopterus instrata
Dilobopterus instrata är en insektsart som beskrevs av Fowler 1899. Dilobopterus instrata ingår i släktet Dilobopterus och familjen dvärgstritar. Inga underarter finns listade i Catalogue of Life.